# MV Argo Merchant
MV Argo Merchant var et olietankskib under liberisk flag bygget af Howaldtswerke i Hamborg i 1953. Skibet er særlig kendt for sin grundstødning og efterfølgende forlis i 1976 sydøst for Nantucket, Massachusetts, USA, hvorved det blev årsag til en af de største havmæssige oliekatastrofer i historien. Forliset blev dødsstødet for et skib, der gennem sin levetid havde havde været involveret i mere end et dusin uheld, herunder to andre grundstødninger (ved Indonesien og Sicilien) og en kollision (ved Japan).